# Снежана Ташева
Снежана Ташева е българска авторка на фантастични произведения и преводач.

## Биография
Родена е на 23 януари 1987 г. в Ямбол. Майка ѝ е астроном, а баща ѝ – научен сътрудник в БАН. Завършва СМГ „Паисий Хилендарски“. Участва в състезания по физика, има призови места от тях. Бакалавър по Обща физика и магистър по Физика на ядрото и елементарните частици в СУ „Св. Климент Охридски“. По време на следването си участва в програмата за летни студенти в ЦЕРН (2010 г.) Владее английски и руски език. 
Пише ревюта на книги за SciFi.bg. Превежда от английски и руски. Участник в Човешката библиотека и творческите ѝ работилници. Има награда от името на Човешката библиотека и SciFi.bg за разказа „Ако книгите се пишеха самички“. Печели първо място в конкурса „Не/разкрития случай“ на РБ „П. Р. Славейков“ гр. Велико Търново за разказа „Убийството в къщичката на дървото“. Сътрудничи на Списание „Тера фантастика“ като автор, отговорник за преглеждане на изпратените на списанието разкази, преводач и понякога – редактор.

## Творчество
Автор на еротичния роман „Спи с мен“ и на фентъзито „Групата от Ада“, с което участва в „Ръкописът“ по БНТ1. Преводач на книгите „Погребални обреди“ от Хана Кент и „Императрицата“ от Пърл Бък. Нейни разкази и преводи са излизали в списание „Тера фантастика“ и алманах „ФантAstika“. Участва в радио романа „Нестинарски танц“ по БНР и организира заедно с екипа от радиото интерактивния радио роман „Софиянец за три месеца“.